# Sam Beukema
Sam Beukema (* 17. listopadu 1998) je nizozemský profesionální fotbalista, který hraje na pozici středního obránce za italský klub SSC Neapol.

## Kariéra
Beukema si odbyl svůj debut v Eerste Divisie za Go Ahead Eagles 1. září 2017 v zápase proti Helmond Sport.

### AZ Alkmaar
Dne 31. března 2021 podepsal Beukema smlouvu s AZ Alkmaar do roku 2026 a do klubu přestoupil v červenci 2021.

### Bologna
Dne 3. července 2023 Beukema odešel za částku 10 milionů eur do Bologni, přičemž Denso Kasius odešel naopak z Bologni do AZ.

### Neapol
Dne 20. července 2025 přestoupil Beukema do klubu SSC Neapol, kde podepsal pětiletou smlouvu za částku okolo 30 milionů eur.

## Statistiky

### Klubové
Platí k zápasu hranému 14. května 2025.
| Klub              | Sezóna            | Liga              | Liga   | Liga | Národní pohár | Národní pohár | Kontinentální | Kontinentální | Ostatní | Ostatní | Celkově | Celkově |
| Klub              | Sezóna            | Soutěž            | Zápasy | Góly | Zápasy        | Góly          | Zápasy        | Góly          | Zápasy  | Góly    | Zápasy  | Góly    |
| ----------------- | ----------------- | ----------------- | ------ | ---- | ------------- | ------------- | ------------- | ------------- | ------- | ------- | ------- | ------- |
| Go Ahead Eagles   | 2017/18           | Eerste Divisie    | 6      | 0    | 2             | 0             | —             | —             | —       | —       | 8       | 0       |
| Go Ahead Eagles   | 2019/20           | Eerste Divisie    | 23     | 1    | 2             | 1             | —             | —             | —       | —       | 25      | 2       |
| Go Ahead Eagles   | 2020/21           | Eerste Divisie    | 37     | 8    | 3             | 1             | —             | —             | —       | —       | 40      | 9       |
| Go Ahead Eagles   | Celkově           | Celkově           | 66     | 9    | 7             | 2             | —             | —             | —       | —       | 73      | 11      |
| AZ Alkmaar        | 2021/22           | Eredivisie        | 24     | 3    | 4             | 0             | 5             | 0             | 4       | 0       | 37      | 3       |
| AZ Alkmaar        | 2022/23           | Eredivisie        | 26     | 2    | 1             | 0             | 17            | 1             | —       | —       | 44      | 3       |
| AZ Alkmaar        | Celkově           | Celkově           | 50     | 5    | 5             | 0             | 22            | 1             | 4       | 0       | 81      | 6       |
| Bologna           | 2023/24           | Serie A           | 30     | 1    | 3             | 1             | –             | –             | –       | –       | 33      | 2       |
| Bologna           | 2024/25           | Serie A           | 35     | 0    | 4             | 0             | 8             | 0             | –       | –       | 47      | 0       |
| Bologna           | Celkově           | Celkově           | 65     | 1    | 7             | 1             | 8             | 0             | –       | –       | 80      | 2       |
| Celkově v kariéře | Celkově v kariéře | Celkově v kariéře | 200    | 15   | 19            | 3             | 30            | 1             | 4       | 0       | 234     | 19      |

## Úspěchy
Bologna
- Coppa Italia: 2024/25

Individuální
- Tým měsíce Eredivisie: leden 2022, květen 2023